# Heidengraben (Kunstgraben)
Der Heidengraben (auch Heidegraben) ist ein Kunstgraben aus dem 16. Jahrhundert, westlich von Seiffen im Erzgebirge. Er diente der zusätzlichen Zuführung von Aufschlagwasser für die Zinnaufbereitung des lokalen Bergbaus. Später nutzte man die Wasserkraft zur Holzbearbeitung.

## Verlauf
Der etwa 5 Kilometer lange Graben beginnt als Abfluss eines Stauteiches der Kleinen Schweinitz südwestlich des Teichhübels unweit der deutsch-tschechischen Grenze. Er fließt sodann in westnordwestliche Richtung und überquert dabei die dort etwa 740 m ü. NN gelegene Wasserscheide zwischen Schweinitz und Seiffener Bach. Östlich von Bad Einsiedel schwenkt er in südliche Richtung, bevor er im Seiffener Ortsteil Heidelberg in einen Stauteich (Zechenteich) am Seiffener Bach einmündet.

## Geschichte
Die Gemeinde Seiffen wurde erstmals im Jahr 1324 in einem Lehensvertrag urkundlich erwähnt. Die damalige Bezeichnung des Ortes Cynsifen ist auf die Gewinnung von Zinnstein aus Zinnseifen zurückzuführen. Seit Beginn des 14. Jahrhunderts wurde Zinn aus dem Flussbett des Seiffener Baches gewonnen. Gegen Ende des 15. Jahrhunderts ging man zum bergmännischen Abbau von Zinnerz über.
Das Bergregal, d. h. das Eigentum an den Bodenschätzen, hatte als Grundherr die Familie von Schönberg inne. Neben Pochwerken entstanden in Seiffen auch Zinnschmelzhütten. Zur Zinnaufbereitung (Pochen, Schlämmen) war eine beträchtliche Menge an Wasser notwendig, welches der Seiffener Bach allein nicht aufbringen konnte. Dies gab den Ausschlag für die Anlage des Kunstgrabens im Jahre 1669 durch Seiffener Bergleute. 1708 kauft der wohlhabende Mühlmeister, Steiger sowie Gerichtsschöppe von Seiffen Johann-Georg Kaden den Bergmannsteich von Heidelberg für 150 Thaler (Grundstück H-94B, Hauptstr. 151 / ehem. Schwimmbad), um die einstige Moorlandschaft zur gemeinsamen Nutzung als Stauanlage für das nötige Aufschlagwasser zu nutzen.
Der zu keiner Zeit sehr ergiebige Bergbau um Seiffen endete im Jahre 1849. In der Folgezeit wurde das Wasser des Grabens zunehmend zum Antrieb von Wasserkraftdrehwerken genutzt, welche zum Teil aus den früheren Pochwerken hervorgingen. Nach 1927 baute die Gemeinde Heidelberg den Zechenteich zu einem Freibad aus, welches bis 1990 in Betrieb war.

## Weiteres
Im Erzgebirge wurden viele Moore durch Kunstgräben unmittelbar oder mittelbar, d. h. im Einzugsgebiet angezapft. Der Heidengraben durchschneidet im Umfeld des Deutscheinsiedler Hochmoorkomplexes großräumig dessen Einzugsgebiete und stört damit die Hangwasserspeisung der Moore.
Etwa 400 Meter östlich von Bad Einsiedel unterqueren seit 1972 mit der Erdgasleitung Nordlicht und der Chemieproduktenleitung Böhlen–Oberleutensdorf (Litvínov) zwei bedeutende Energieinfrastrukturleitungen den Heidengraben. Es ist anzunehmen, dass der Graben nach Bauabschluss in diesem Trassenbereich neu modelliert worden ist.